# Tomás López Medel
Tomás López Medel (Tendilla, 1520 - Villafranca Montes de Oca, 1582) foi um erudito especialista em direito canônico. 

## Biografia
Nasceu em Tendilla em algum momento de 1520.
Foi enviado ao Novo Mundo para exercer o cargo de ouvidor da Real audiência da Guatemala em 1549, em 1552 foi nomeado governador da capitania geral de Yucatán, cargo o qual exerceu por apenas um ano.
Em 1557 passou para o Real tribunal de Santa Fé de Bogotá, regressando para a Espanha em 1562.
Faleceu em 1582 em Villafranca Montes de Oca. É reconhecido por sua defesa aos indígenas da américa espanhola e por seus estudos sobre seus costumes.
Nasceu em Tendilla em algum momento de 1520 no seio de uma humilde família camponesa de lavradores, sabe-se apenas o nome de seu pai, Francisco Medel. Logo cedo apresentou incríveis dotes intelectuais, o que o fez ser enviado para estudar em  Alcalá de Henares onde se formou em 1539  com as maiores notas. Se mudou para Sevilha, onde foi nomeado ouvidor da Real audiência da Guatemala, a mais alta corte Espanhola naquela colônia.
Já no novo mundo, foi em 1552 enviado para a província de Yucatán, onde exerceu o cargo de governador com objetivo de apaziguar uma séria disputa entre os mercenários participantes da conquista daquele território e os padres Franciscanos enviados para catequizar os maias. Os primeiros queriam os nativos como escravos, já os padres eram contra a escravidão e queriam que fossem tratados como membros da cristandade. López MedeL viajou por toda província por mais de um ano para apaziguar a disputa, vencida pelos Franciscanos através de uma determinação real explícita que proibia que os nativos maias fossem feitos escravos. Por seu árduo trabalho, López Medel foi amplamente reconhecido na província e seu mérito logo chegou na corte real Espanhola.
Em 1557, Tomás López Medel foi transferido para Santa Fé de Bogotá para atuar mais uma vez como ouvidor. De sua experiência na Colômbia escreveu sua mais famosa obra, Dos três elementos, um estudo sobre a história social, econômica e religiosa das índias ocidentais e sobre a natureza e particularidades do novo mundo. Depois de residir em Bogotá, regressou para a Espanha em 1562 onde ingressou novamente na universidade de Alcalá para continuar seus estudos teológicos. Foi ordenado sacerdote da igreja católica, na ocasião viajou a Roma e foi recebido pelo Papa Pio V, do qual recebeu recebeu relíquias as quais foram doadas por López Medel ao mosteiro dos Jerónimos de Tendilla. Seu enorme prestígio intelectual fez o rei Felipe II da Espanha oferecer-lhe a mitra episcopal da Guatemala, mas López Medel recusou.
Morreu em 1582, foi enterrado no Hospital Real de Villafranca Montes de Oca, no qual era diretor. Seus restos foram transladados ao mosteiro dos Jerónimos de Tendilla, onde se conservam até hoje.

## Obras
- Dos Três elementos.
- Matalotage espiritual, tratado sobre las condiciones y virtudes que debían reunir los misioneros en América.
- Ordenanzas de gobierno para la provincia de Yucatán en Nueva España.